# 吉野温泉
吉野温泉（よしのおんせん）は、奈良県吉野郡吉野町にある温泉。

## 泉質
- 炭酸鉄泉、炭酸水素塩泉

源泉は吉野山中の吉水院の近くに湧出している。

### 効能
- 外傷・貧血

※効能はその効果を万人に保証するものではない。

## 温泉街
吉野山には旅館、民宿、宿坊などがあるが、そのうちの一部で温泉が利用されている。

## 歴史
- 温泉は約300年前には既に使われていたとされる。
- 島崎藤村がこの地に逗留したことがあり、ゆかりの宿も現存する。
- 付近に広がっている全国的な桜の名所である吉野の桜を、1594年(文禄3年)に太閤秀吉が花見を行った。この時の一行は5千名ほどであったという。太閤が花見を行った場所として太閤の花見塚が残っている。

## アクセス
- 鉄道 : 近鉄吉野線吉野駅下車。